# Villatarás
Villatarás es una localidad situada en la provincia de Burgos, comunidad autónoma de Castilla y León (España), comarca de Las Merindades, partido judicial de Villarcayo, ayuntamiento de Junta de Traslaloma.

## Geografía
Situado 5 km al oeste de Castrobarto, capital del municipio; 24 de Villarcayo, cabeza de partido, y 99 de Burgos. Autobús Burgos-Espinosa de los Monteros en El Ribero, a 4 km.

## Situación administrativa
En las elecciones locales de 2007 correspondientes a esta entidad local menor fue elegido alcalde José Cano Zorrilla del Partido Popular.

## Demografía
En el censo de 2007 contaba con 17 habitantes.

## Historia
Lugar de la Junta de Traslaloma en la Merindad de Losa perteneciente al  Corregimiento de las Merindades de Castilla la Vieja, jurisdicción de realengo con regidor pedáneo.
A la caída del Antiguo Régimen queda agregado al ayuntamiento constitucional de Junta de Traslaloma, en el partido de Villarcayo perteneciente a la región de Castilla la Vieja.

## Parroquia
Iglesia de La Expectación de Nuestra Señora, en Colina, dependiente de la parroquia de Salinas de Rosío en el Arciprestazgo de Medina de Pomar, diócesis de Burgos.